# ウィワクシア
ウィワクシア（学名：Wiwaxia）は、古生代カンブリア紀中期の海に生息していた、軟体動物として考えられるバージェス動物群の1属。和名未定の分類群「Halwaxiida」の下位に置かれるウィワクシア科 (Wiwaxiidae) を構成する唯一の属である。
初期は環形動物で、多毛類に近いとの説もあるが、その後は顎の構造により軟体動物と環形動物の中間的な群とする説もあった。2010年代ではその顎に注目する再調査により、歯舌との共通性質が認められ、軟体動物として見なす知見が与えられた。

## 化石
化石は、カナダ、ブリティッシュコロンビア州のバージェス頁岩累層（約5億50万年前［カンブリア紀中期〈ミドルカンブリアン〉中盤］）と、中国貴州省剣河県（黔東南ミャオ族トン族自治州）凱里市の凱里累層（en。約5億1,300万- 約5億100万年前［カンブリア紀中期〈ミドルカンブリアン〉初頭- 中盤］）から発見されている。

## 生物的特徴

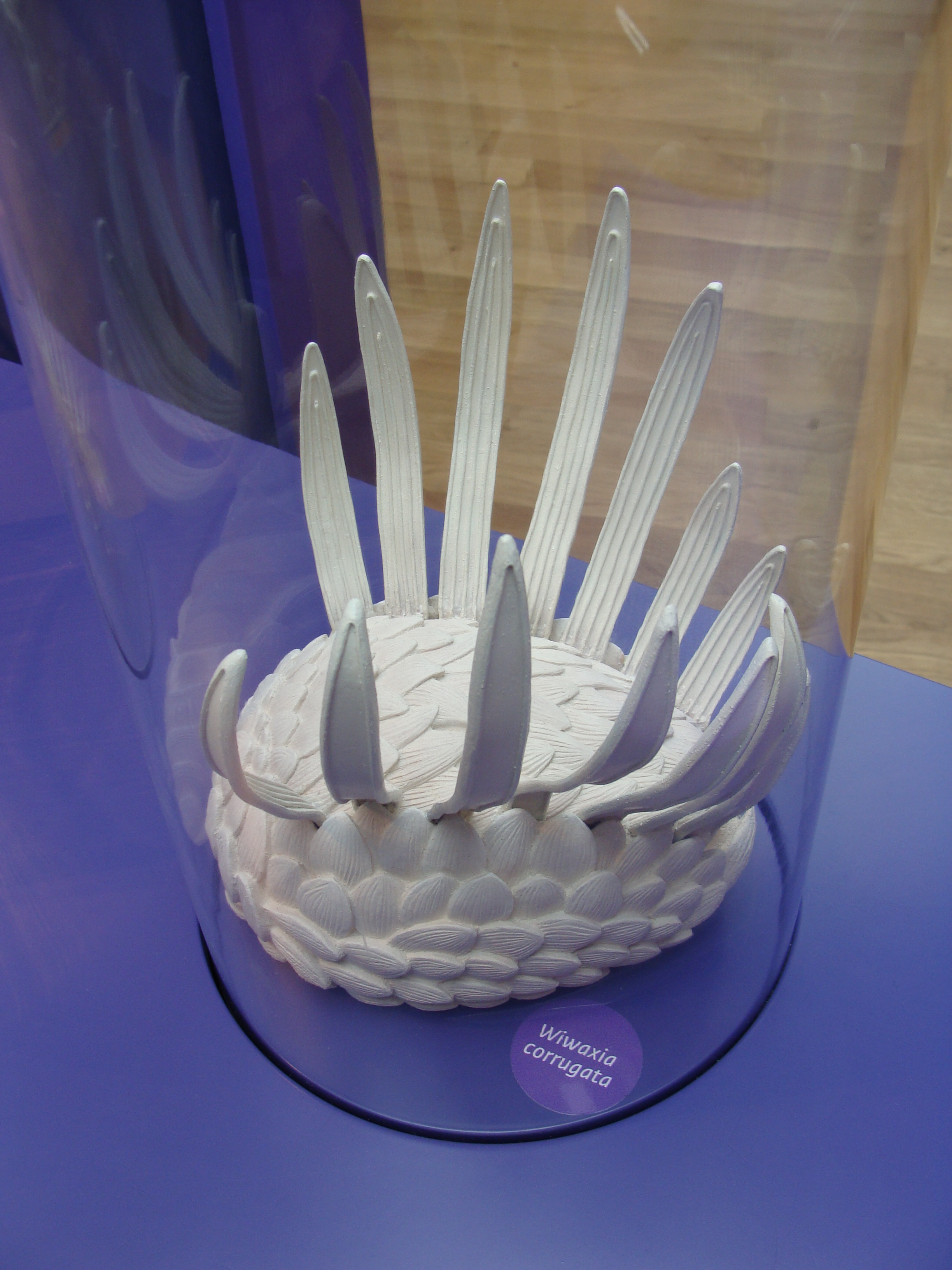
ウィワクシアの生態復元模型（ベルギー王立自然史博物館）

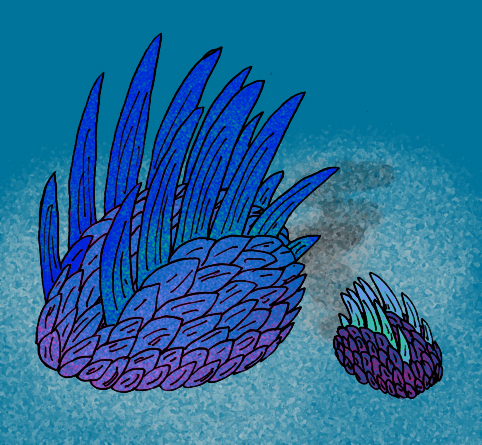
ウィワクシア（生態復元想像図）

### 形態
全長約2.5- 5cmの楕円形をした動物で、背面は多数の鱗状の骨片で全面が覆われている。また、体の背面に中央を挟んで左右1列に生える10本前後の鋭い棘（とげ）があり、これで身を守っていたと考えられる。その効果には諸説があり、化石の中には鋭い棘が不自然に折られているものがあるため、捕食者からの攻撃もあったと考えられる。下面は柔らかい。
しかし、このような鱗の存在のため、それ以外の動物としての特徴、例えば体節制の有無などははっきり知られていない。口器として小さな一組の顎らしい構造が知られている。
なお、背中の鱗の表面には幅数百nmの周期的な溝がある。そのため、おそらくは生きていたときには干渉色（構造色）を表し、ちょうどCDの裏側のように虹色に光ったのではないかとの説もあった。しかし、再記載においてはこの溝はむしろ内部構造を示していて、構造色を示すものではないとされるようになった。これは同じく構造色を示すとされていたカナディアにおいても同様の結果が出されている。

### 生態
普段の生活ではその骨片で身を守り、海底を這い回りながら餌を探す生活をする動物として考えられる。背面の鱗に腕足動物の附着が見られる例があることから、砂や泥に潜ってはいなかったと見られる。